# Veit Ludwig Megander
Veit Ludwig Megander (* in Schweinitz; † 1709 ebenda) war ein evangelischer geistlicher Schriftsteller.

## Leben und Wirken
Das Geburtsdatum sowie das genaue Sterbedatum Meganders sind leider nicht überliefert.
Nach einem Studium der Rechte wurde Megander zunächst Auditor im dänischen Militär. Später war er fürstlich sächsischer Secretarius. Zuletzt wirkte er als Amtsinspektor in Schweinitz. Dort finanzierte er den Wiederaufbau der 1637 abgebrannten Marienkirche über eine von ihm durchgeführte Lotterie.

## Schriften (Auswahl)
- Wahrer Lebens-Spiegel, Das ist: Die verhaste Wahrheit, verdeckte Eitelkeit, und das verborgene Elend aller Menschen Veit Ludwig Megander und Johann Friedrich Mayer, Hamburg 1687
- Todes-Spiegel, Das ist: Heilige Erwagung Des letzten erschrecklichen Augenblicks ... zum Andernmal aufgelegt und vermehret ; Nebenst zweyen Vorreden Veit Ludwig Megander, Hamburg 1698
- Schlage, Jesu, an mein Herz, rühre mein Gewissen 1687